# Rhachisphora franksae
Rhachisphora franksae là một loài côn trùng cánh nửa trong họ Aleyrodidae, phân họ Aleyrodinae.
Rhachisphora franksae được Martin miêu tả khoa học đầu tiên năm 1999.